# Encyclopédie hébraïque

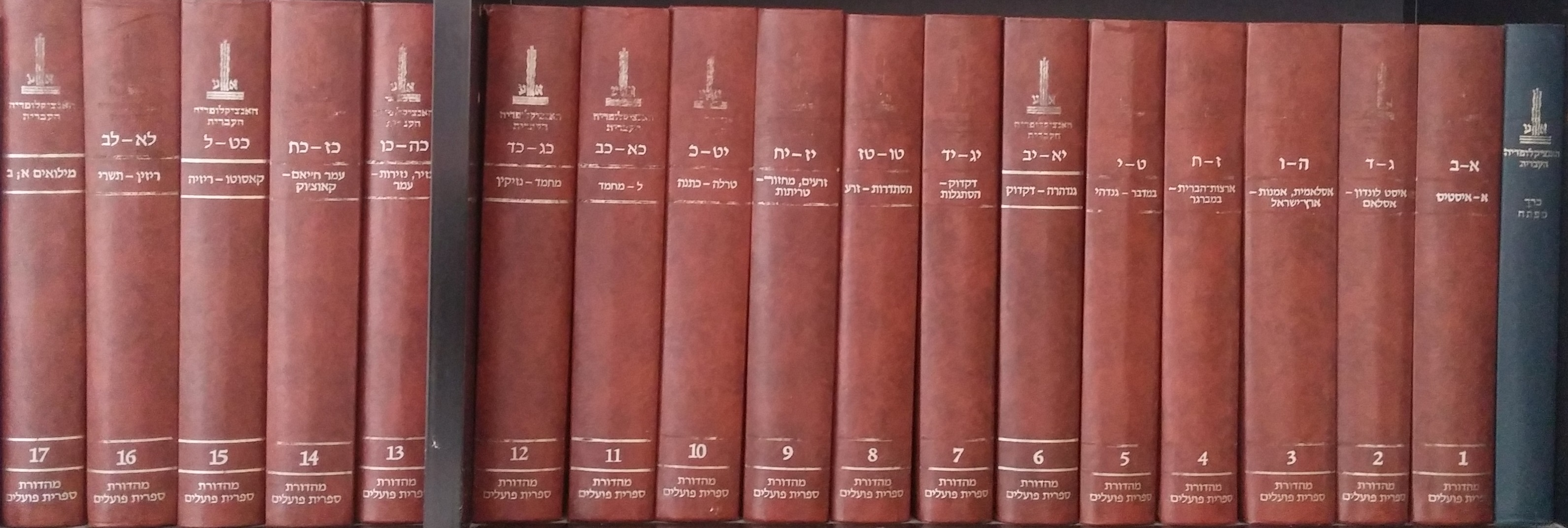
Volumes de l’Encyclopédie hébraïque.

L’Encyclopédie hébraïque (hébreu : האנציקלופדיה העברית) est la première encyclopédie universelle et hébraïque, rédigée en Israël sous la direction de Yeshayahou Leibowitz - du moins pour les 11 premiers tomes.

## L'encyclopédie
L'idée de créer une encyclopédie hébraïque a commencé à se matérialiser durant l'été 1944 quand un comité de conseillers a établi les objectifs de l'encyclopédie. Le premier volume a été imprimé dans l'été 1948, à la même époque que la fondation de l'État d'Israël. Le président d'honneur du projet était le président en exercice du pays, le professeur Chaim Weizmann. 
Le premier volume contenait les entrées de Aleph (א), jusqu'à Australie (אוסטרליה). La première photographie qui apparaît dans ce volume est une photo de la déclaration d'indépendance d'Israël. La dernière entrée dans le volume 32 est Tishrei (תשרי).
Finalement, l'écriture de l'encyclopédie a duré plus de trente ans. En 1980, plus d'un quart de siècle après la date envisagée, la publication s'est achevée. Au total, l'encyclopédie comprend 32 volumes. Pendant la rédaction, on a ajouté un volume supplémentaire aux volumes 1 à 16, et ensuite un autre qui complétait les derniers 16 volumes. En 1985, cinq ans après l'achèvement, on a imprimé une table générale et en 1995 un troisième volume supplémentaire. De plus ont été publiés deux volumes qui contenaient les grandes entrées sur l'État d'Israël.

## Caractéristiques
La nature de l'encyclopédie apparaît dans son sous-titre : « Générale, judaïque et israélienne ». L'encyclopédie hébraïque aborde tous les thèmes généraux, mais son intérêt pour les thèmes juifs-israéliens est prééminent, surtout dans les articles qui traitent du judaïsme, des juifs ou d'Israël. L'encyclopédie souligne dans chaque article biographique la judaïté de chaque personne, même si la religion n'a eu aucun rôle dans son parcours, tel est le cas de Boris Pasternak. L'article biographique le plus long est celui concernant Theodor Herzl avec 32 colonnes et celui de Goethe pour une personne non-juive. 
Les articles qui traitent de pays et de villes, parlent de l'histoire générale du lieu, suivie de l'histoire du judaïsme dans ce lieu, lorsque cette présence a existé. Dans les notices des lieux qui ont été sous la domination nazie, est développé tout spécialement ce qui s'est passé concernant la communauté juive durant et après l'Holocauste. De plus, l'encyclopédie décrit de manière détaillée la communauté juive de ces villes, avec des données sur les professions, quartiers où elle résidait, structure de la communauté, etc.
Les contributeurs de l'encyclopédie hébraïque n'ont pas caché leur manière de penser dans les affaires politiques ; c'est pour cela que le Royaume de Jordanie n'a pas une entrée puisque l'encyclopédie ne le reconnaît pas. Les détails sur ce pays se trouvent inclus dans l'article « Terre d'Israël ». Au début de l'article, il y a cependant une déclaration expliquant qu'en hébreu, le terme « Terre d'Israël » désigne les deux côtés du Jourdain. Dans le second volume supplémentaire, apparaît finalement l'entrée « Jordanie », ce qui reflète le changement dans l'attitude politique de la société israélienne. 
La lettre Aleph contient le plus grand nombre d'articles, avec six volumes et demi. Le dernier article est « Éther » (אתרים). L'article le plus long qui commence avec aleph est « Terre d'Israël » (ארץ ישראל), auquel est consacré tout un volume, le 6e. Le second plus long est celui des États-Unis d'Amérique (ארצות הברית של אמריקה), qui comporte 126 colonnes. L'importance des articles avec la lettre aleph n'a rien à voir avec l'importance de cette lettre dans l'alphabet hébreu, mais tient à l'enthousiasme initial des éditeurs. Quand ceux-ci se sont rendu compte que la taille de l'encyclopédie empêcherait qu'elle soit terminée un jour, ils ont décidé de limiter ses dimensions. La lettre avec le moins d'articles est Tsadi (צ) avec à peine 531 pages.